# Slag om de Sinaï

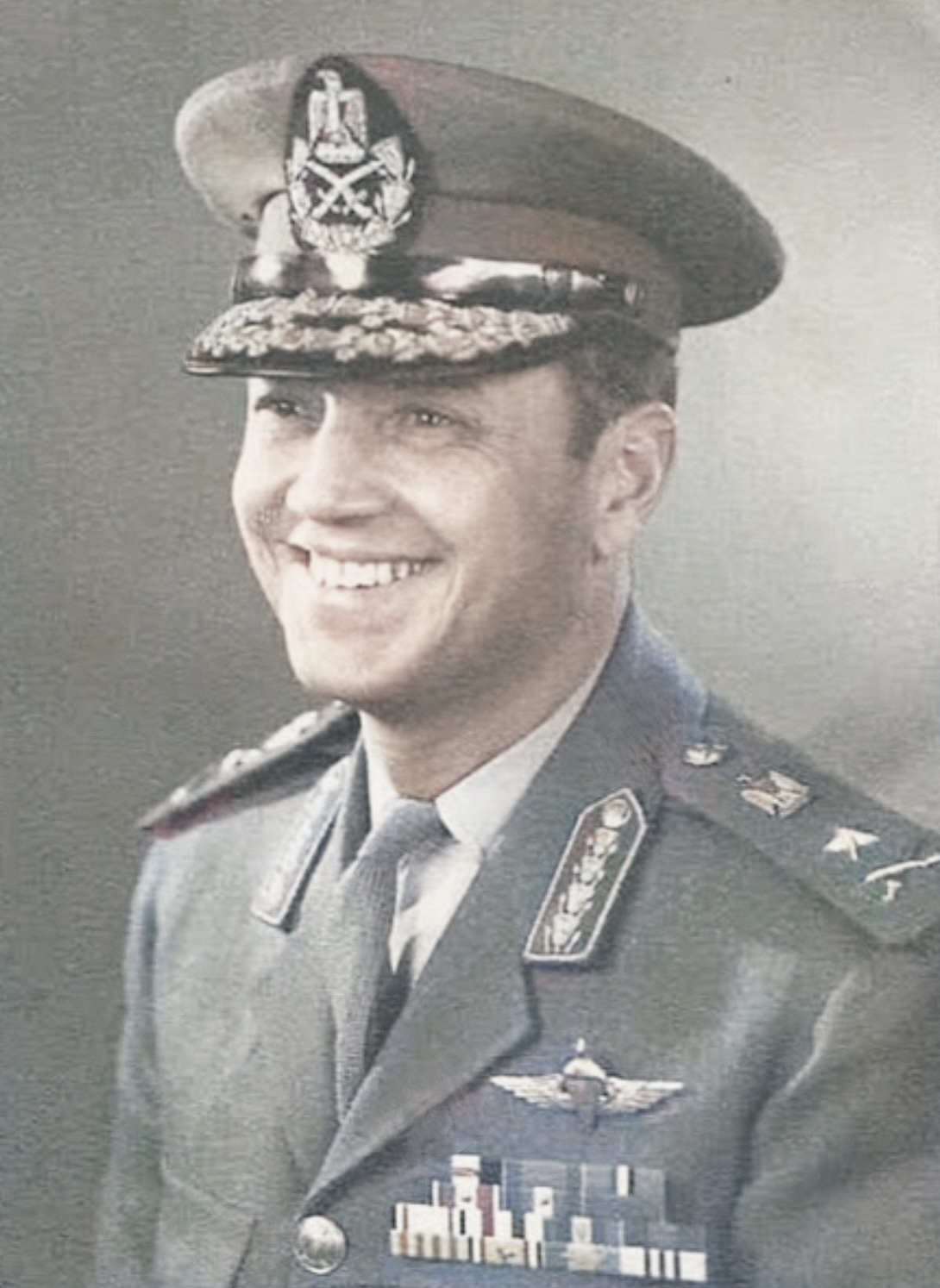
Saad el-Shazly wilde de Egyptische landmacht niet buiten de bescherming van luchtdoelraketten wagen, maar Anwar Sadat dwong hem.

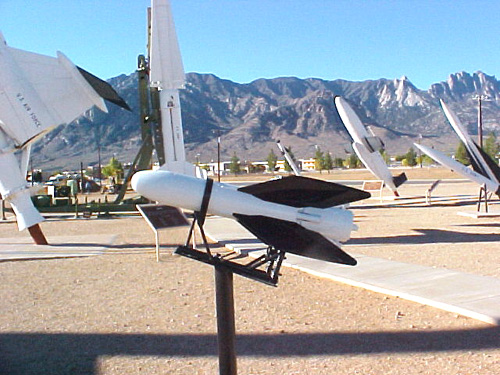
Een Nord SS.11 antitankwapen

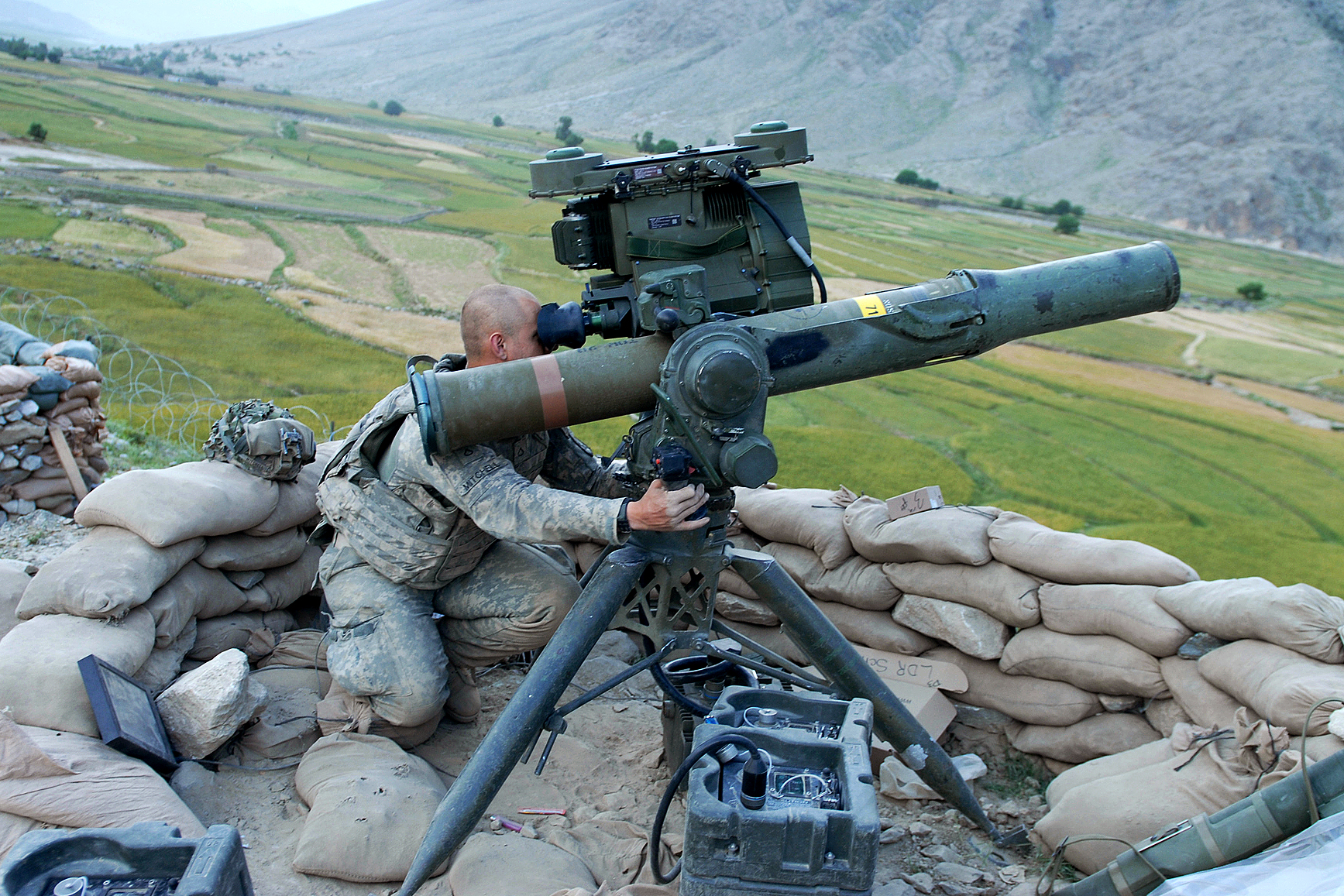
Een BGM-71 TOW antitankwapen

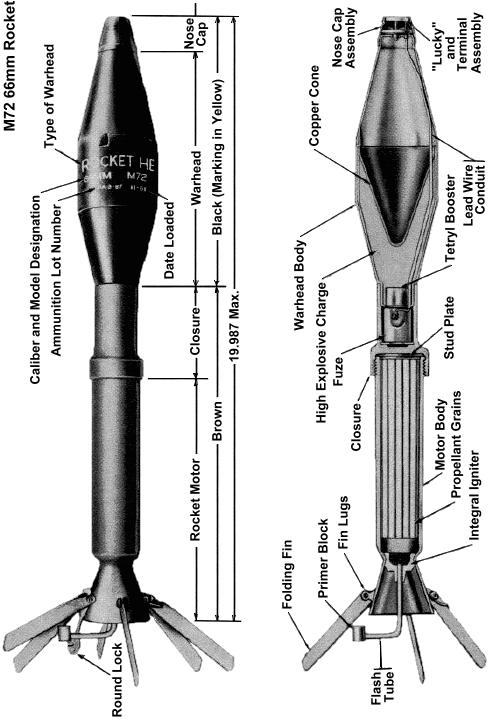
Een M72 LAW antitankwapen

De Slag om de Sinaï was een veldslag in de Jom Kippoer-oorlog op 14 oktober 1973 waarbij de Egyptische landmacht in de Sinaï aanviel en het Israëlisch defensieleger verdedigde. Het was de grootste tankslag sinds de Tweede Wereldoorlog.

## Achtergrond
Met Operatie Badr vanaf 6 oktober 1973 was de Egyptische krijgsmacht het Suezkanaal overgestoken, had de Israëlische Bar-Levlinie doorbroken en een strook van 15 km van de in de Zesdaagse Oorlog verloren Sinaï heroverd.
Israël verloor op 9 oktober 500 tanks bij tegenaanvallen.
Beide zijden groeven zich in.
In de Golanhoogten had het Israëlisch defensieleger de aanval van de Syrische strijdkrachten afgeslagen en trok zelf Syrië in. De Syrische strijdkrachten stopten de Israëlische opmars op 40 km van Damascus met hulp van Marokkaanse en Jordaanse troepen.
De Syrische president Hafiz al-Assad vroeg zijn Egyptische bondgenoot Anwar Sadat om in de Sinaï aan te vallen om Israëlische troepen weg te lokken van het Syrisch front.
Sadat ging akkoord en beval de aanval. Zijn minister van oorlog Ahmed Ismail Ali en zijn stafchef Saad el-Shazly protesteerden, omdat het Egyptisch leger zich buiten de bescherming van de eigen luchtdoelraketten zou wagen, kwetsbaar voor de Israëlische luchtmacht. Sadat dreigde met de militaire rechtbank en dwong Ahmed Ismail Ali en Saad el-Shazli tot de aanval, eerst voorzien voor 13 oktober, maar uitgesteld tot 14 oktober.

## De slag
Vier pantserbrigades en een brigade gemechaniseerde infanterie van het 2e en 3e Leger vielen op 14 oktober 6:30 op vier plaatsen aan.
1. De brigade gemechaniseerde infanterie viel de Gidi bergpas aan.
2. Een pantserbrigade viel de Mitla bergpas aan.
3. Een pantserbrigade viel Baluza aan.
4. Twee pantserbrigades vielen Tasa aan.

800 Israëlische tanks en 60.000 soldaten met Nord SS.11, M72 LAW en BGM-71 TOW antitankwapens lagen ingegraven.
De Israëlische luchtmacht bood luchtsteun.
Het Israëlisch defensieleger sloeg de Egyptische aanval af en schakelde de 3e pantserdivisie uit.
In de slag bij Wadi Mab’uk werden 120 Egyptenaren krijgsgevangenen.
De commandant van het 2e Leger, Saad Mamoun, stierf aan een hartaanval.
De Egyptenaren verloren 1000 doden en gewonden en 250 tanks en ze trokken terug naar hun linies 15 km ten oosten van het Suezkanaal.
De Israëli verloren 656 doden en gewonden, 100 tanks, 60 pantserwagens en enkele vliegtuigen.

## Vervolg
De volgende dag lanceerden de Israëli Operatie Abirey-Halev, waarbij ze het Suezkanaal overstaken om de bevoorrading van het 3e Leger af te snijden.